# Championnat d'Autriche de football 1984-1985
Navigation
Saison précédente Saison suivante
La 74e édition du championnat d'Autriche de football est remportée par le FK Austria Vienne. Le club viennois finit neuf points devant son rival le Rapid Vienne. L’écart avec le troisième est important, 7 points séparent le Rapid Vienne de son suivant immédiat le LASK Linz. 
Le FK Austria Vienne se qualifie pour la coupe des clubs champions en tant que champion d'Autriche. le Rapid Vienne, vainqueur de la coupe d'Autriche se qualifie pour la coupe des vainqueurs de coupe. LASK Linz et FC Wacker Innsbruck se qualifient pour la coupe UEFA au titre de leur classement en championnat.
À la fin de la saison, le nombre de clubs dans les divisions change, Wiener Sport-Club, SV Spittal, Favoritner AC, SV Austria Salzburg et First Vienna FC, sont relégués en deuxième division.

## Clubs participants
| Club                       | Ville               |
| -------------------------- | ------------------- |
| FC Admira/Wacker           | Vienne              |
| Austria Klagenfurt         | Klagenfurt          |
| SV Austria Salzburg        | Salzbourg           |
| FK Austria Vienne          | Vienne              |
| Donawitzer SV Alpine       | Leoben              |
| SC Eisenstadt              | Eisenstadt          |
| Favoritner AC              | Vienne              |
| First Vienna FC            | Vienne              |
| Grazer AK                  | Graz                |
| LASK Linz                  | Linz                |
| SK VÖEST Linz              | Linz                |
| Rapid Vienne               | Vienne              |
| SV Spittal                 | Spittal an der Drau |
| SK Sturm Graz              | Graz                |
| FC Wacker Innsbruck (1915) | Innsbruck           |
| Wiener Sport-Club          | Vienne              |

## Classement
| Rang | Équipe                 | Pts | J  | G  | N  | P  | Bp | Bc | Diff |
| ---- | ---------------------- | --- | -- | -- | -- | -- | -- | -- | ---- |
| 1    | FK Austria Vienne T    | 54  | 30 | 25 | 4  | 1  | 85 | 17 | +68  |
| 2    | SK Rapid Vienne C      | 45  | 30 | 18 | 9  | 3  | 85 | 30 | +55  |
| 3    | Linzer ASK             | 38  | 30 | 17 | 4  | 9  | 49 | 37 | +12  |
| 4    | FC Wacker Innsbruck    | 32  | 30 | 12 | 8  | 10 | 51 | 44 | +7   |
| 5    | FC Admira Wacker       | 32  | 30 | 11 | 10 | 9  | 49 | 42 | +7   |
| 6    | SK Sturm Graz          | 32  | 30 | 13 | 6  | 11 | 51 | 52 | -1   |
| 7    | SK Austria Klagenfurt  | 31  | 30 | 10 | 11 | 9  | 39 | 38 | +1   |
| 8    | SC Eisenstadt          | 28  | 30 | 9  | 10 | 11 | 29 | 31 | -2   |
| 9    | SK VÖEST Linz          | 28  | 30 | 10 | 8  | 12 | 39 | 43 | -4   |
| 10   | Grazer AK              | 28  | 30 | 8  | 12 | 10 | 31 | 35 | -4   |
| 11   | Donawitzer SV Alpine P | 27  | 30 | 11 | 5  | 14 | 38 | 47 | -9   |
| 12   | Wiener Sport-Club      | 25  | 30 | 10 | 5  | 15 | 40 | 55 | -15  |
| 13   | SV Spittal/Drau P      | 24  | 30 | 9  | 6  | 15 | 28 | 55 | -27  |
| 14   | Favoritner AC          | 21  | 30 | 7  | 7  | 16 | 26 | 62 | -36  |
| 15   | SV Austria Salzbourg   | 18  | 30 | 7  | 4  | 19 | 35 | 69 | -34  |
| 16   | First Vienna FC P      | 17  | 30 | 4  | 9  | 17 | 33 | 51 | -18  |

|  | Qualification pour la Coupe des clubs champions 1985-1986                    |
|  | Qualification pour la Coupe des Coupes 1985-1986                             |
|  | Qualification pour la Coupe UEFA 1985-1986                                   |
|  | Relégation directe en Nationalliga                                           |
|  | T Tenant du titre C Vainqueur de la Coupe d'Autriche P Promu de Nationalliga |

## Bilan de la saison
| Championnat d'Autriche de football 1984-1985 |                                                                                      |
| Champion                                     | FK Austria Vienne (16e titre)                                                        |
| Coupes et trophées                           |                                                                                      |
| Vainqueur de la Coupe d'Autriche 1984-1985   | SK Rapid Vienne                                                                      |
| Qualifications continentales                 |                                                                                      |
| Coupe d'Europe des clubs champions 1985-1986 | FK Austria Vienne                                                                    |
| Coupe des Coupes 1985-1986                   | SK Rapid Vienne                                                                      |
| Coupe UEFA 1985-1986                         | Linzer ASK                                                                           |
| Coupe UEFA 1985-1986                         | FC Wacker Innsbruck                                                                  |
| Promotions et relégations                    |                                                                                      |
| Promus en Bundesliga                         | Salzburger AK                                                                        |
| Relégués en Nationalliga                     | Wiener Sport-Club SV Spittal/Drau Favoritner AC SV Austria Salzbourg First Vienna FC |

## Meilleur buteur
Avec 24 buts, Anton Polster, qui joue au FK Austria Vienne, remporte son premier titre de meilleur buteur du championnat.